# United States Penitentiary Marion

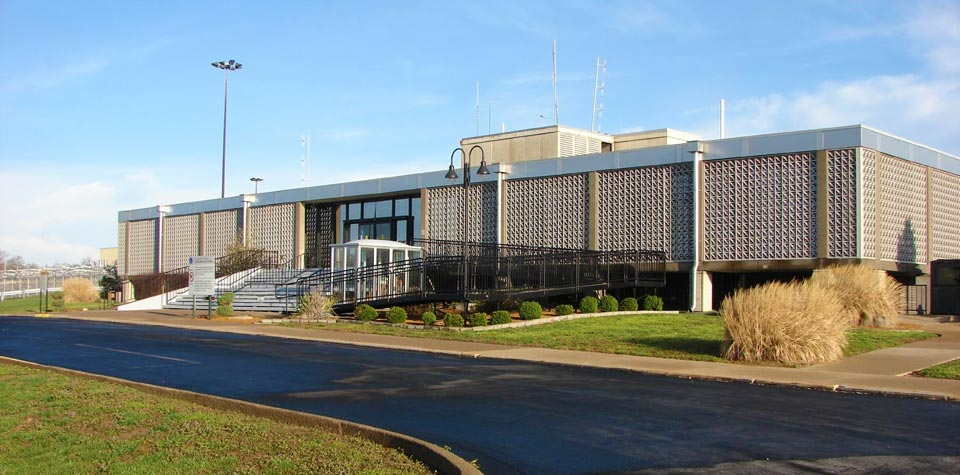
Gebäude im United States Penitentiary Marion

Das United States Penitentiary Marion ist ein US-amerikanisches Gefängnis in Southern Precinct, Williamson County, Illinois, und entspricht dem mittleren Sicherheitsstandard. Die Einrichtung ist nahe Marion gelegen. Sie wurde 1963 gebaut, um einen Ersatz für das geschlossene Gefängnis Alcatraz in San Francisco zu finden.

## Geschichte
Das Gefängnis wurde 1963 in Betrieb genommen. Es war zunächst das US-Gefängnis mit dem höchsten Sicherheitsstandard.
Neben ADX Florence in Colorado war es das einzige „Supermax“-Gefängnis, was dem höchsten Sicherheitsstandard entspricht.
Im Jahr 1975 marschierten fünf Gefangene (Maurice Philion, Arthur Mankins, Henry Gargano, Edward Roche und Dennis Hunter) durch die Haupttür des Gefängnisses und entkamen. Einer der Ausbrecher war als Elektriker mit der Reparatur der elektronischen Schließmechanismen vertraut gewesen. Er hatte aus einem Radio eine Art Fernbedienung für die Türen gebaut und diese der Reihe nach geöffnet. Alle wurden wieder eingefangen.
Am 24. Mai 1978 versuchten die Gefangenen Garrett Brock Trapnell, Martin Joseph McNally und James Kenneth Johnson mit einem entführten Hubschrauber zu fliehen. Der gekidnappte Pilot konnte der Entführerin Barbara Oswald (die Ehefrau Garrett Brock Trapnells) jedoch die Waffe abnehmen und sie erschießen.
Am 21. Dezember 1978 entführte die 17-jährige Robin Oswald, die Tochter von Barbara Oswald und Garrett Brock Trapnell, den Trans-World-Airlines-Flug 541 von Louisville International Airport nach Kansas City International Airport. Sie wollte ihren Vater aus Marion freipressen. Sie gab nach zehn Stunden Verhandlungen auf.
Am 22. Oktober 1983 wurden die beiden Gefängnisbeamten Merle E. Clutts und Robert L. Hoffman von Mitgliedern der Aryan Brotherhood ermordet. Clutts wurde von Thomas Silverstein erstochen.
Im Jahr 2006 wurde Marion auf die mittlere Sicherheitsstufe herabgestuft. Durch die dadurch möglichen baulichen Veränderungen erhöhte sich die Anzahl der maximal möglichen Gefangenen auf über 1.000.

## Bekannte aktuelle und ehemalige Insassen
| Name                                 | Details                                                                              |
| ------------------------------------ | ------------------------------------------------------------------------------------ |
| Nicky Barnes                         | Harlemer Drogenbaron                                                                 |
| Joseph Bowen                         | ermordete einen Polizisten und zwei Gefängnisaufseher                                |
| Christopher John Boyce               | sowjetischer Spion                                                                   |
| Frankie Carbo                        | Murder, Inc., Berufskiller                                                           |
| Zachary Adam Chesser                 | leistete der Organisation al-Shabaab Beihilfe                                        |
| James Coonan                         | früherer Chef der Bande „Westies“ in Hell’s Kitchen                                  |
| William Daddano, Sr. (1912–1975)     | Gangster im Chicago Outfit                                                           |
| Clayton Anthony Fountain (1955–2004) | ermordete einen Vorgesetzten, drei Mithäftlinge und einen Aufseher                   |
| John Gotti (1940–2002)               | Boss der Gambino-Familie                                                             |
| Chevie Kehoe                         | Mörder und Rechtsextremist                                                           |
| Carlos Lehder                        | Mitbegründer des Medellín-Kartells                                                   |
| Joseph „Skinny Joey“ Merlino         | Mobster und Boss der Philadelphia-Familie                                            |
| Leonard Peltier                      | Aktivist der amerikanischen Ureinwohner, Verurteilt wegen Mordes an zwei FBI-Agenten |
| Jonathan Pollard                     | israelischer Spion                                                                   |
| Nicodemo Scarfo                      | früherer Boss der Philadelphia-Familie                                               |
| Thomas Silverstein                   | Mörder und Mitglied der Aryan Brotherhood                                            |
| Garrett Brock Trapnell (1938–1993)   | Flugzeugentführer                                                                    |
| Manuel Noriega                       | ehemaliger Militärmachthaber Panamas                                                 |
| John Anthony Walker                  | sowjetischer Spion                                                                   |
| Wiktor But                           | russischer Waffenhändler                                                             |
| Don King                             | US-amerikanischer Box-Promoter                                                       |